# Арава (язык)
Арава (Arauá; Arua; Arawá; Arauan; Madi; Arawa; Arúan; Aruá; Aroã; Araua) — мёртвый индейский язык, который принадлежит аравакской семье языков, на котором раньше говорил народ с одноимённым названием, проживающий на территории штата Амазонас в Бразилии. Последний носитель арава умер в далёком 1877 году, потому что уничтожение народа производилось с помощью внесённой кори. С 1869 единственное, что сохранилось сегодня, — список из 50 слов, составленный британским исследователем Чандлессом, который был связан с арава в 1867 году и опубликовал список слов через два года.